# Liste der Stolpersteine in der Region Bourgogne-Franche-Comté

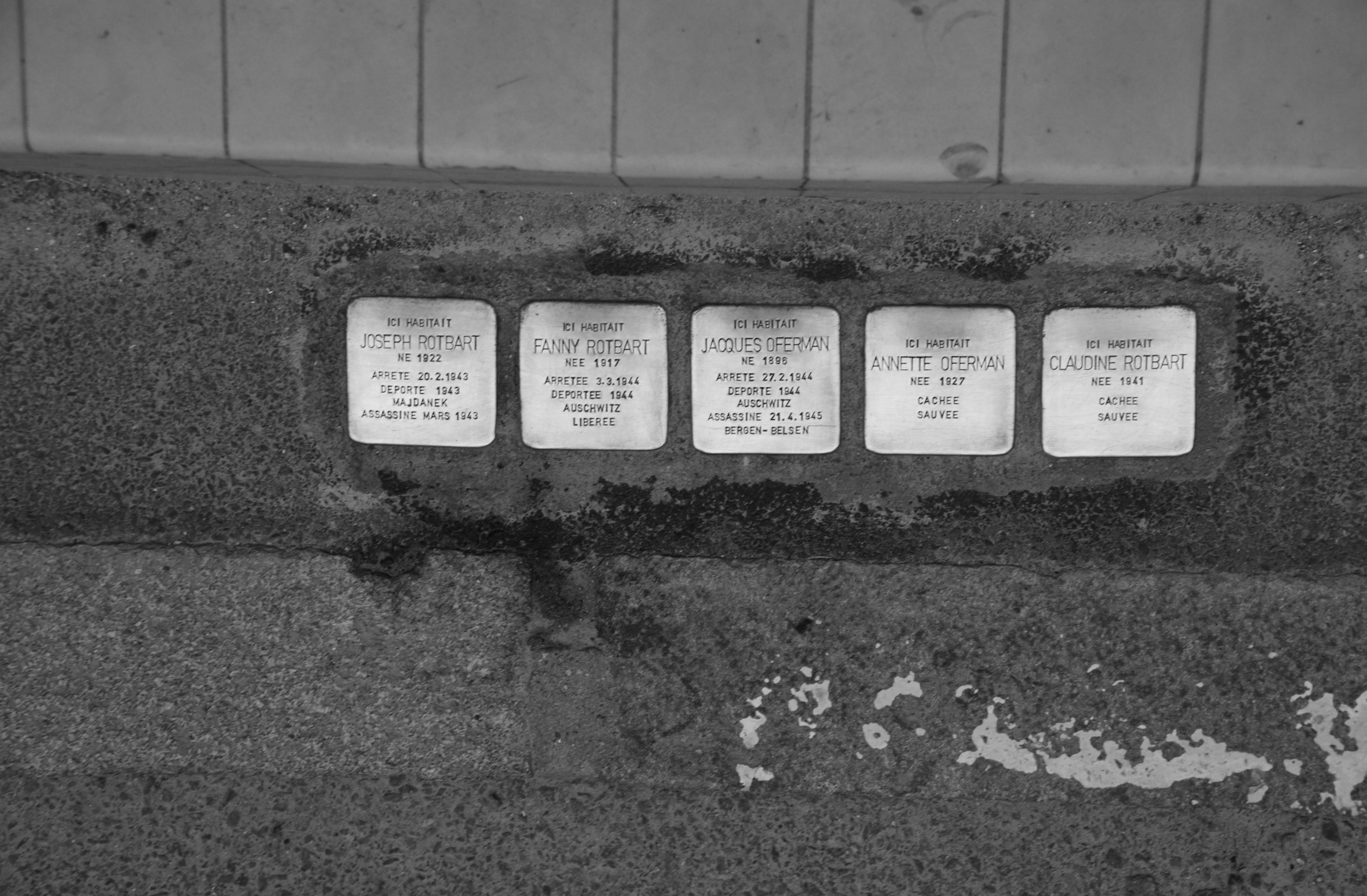
Stolpersteine in Cluny

Die Liste der Stolpersteine in der Region Bourgogne-Franche-Comté enthält die Stolpersteine in der französischen Region Bourgogne-Franche-Comté. Sie erinnern an das Schicksal der Menschen, die von den Nationalsozialisten ermordet, deportiert, vertrieben oder in den Suizid getrieben wurden. Die Stolpersteine wurden von Gunter Demnig verlegt. Sie liegen im Regelfall vor dem letzten selbst gewählten Wohnsitz des Opfers.

## Deportationen in Frankreich
Ab 1. Juni 1942 wurden Juden auch in Frankreich gezwungen, den gelben Stern zu tragen. Von August 1941 bis August 1944 bestand das Sammellager Drancy auf der Île-de-France, nordöstlich von Paris gelegen. Neun von zehn Juden, die während des Holocaust aus Frankreich deportiert wurden, waren zumindest einige Tage in Drancy interniert. Mindestens 76.134 Menschen jüdischer Herkunft aus Frankreich wurden im Rahmen des Holocaust vom deutschen NS-Regime ermordet. 75.611 wurden in die Vernichtungslager im Osten deportiert, davon überlebten nur 2.577. Die anderen wurden bereits in Frankreich erschossen, erschlagen oder auf andere Art und Weise in den Internierungslagern ums Leben gebracht.

## Projekt „Matricule 35494“
Das Lycée La Prat’s in der Gemeinde Cluny startete im Herbst 2015 ein Bildungsprojekt zur Zeitgeschichte mit dem Titel „Matricule 35494“. Unter Anleitung mehrerer Lehrer arbeiteten 40 Schüler und Schülerinnen an den Themen Deportation, Holocaust und Résistance. Sie besuchten Gedenkstätten und Museen, wie das Centre d'histoire de la Résistance et de la Déportation in Lyon, das Mémorial de la Shoah in Paris, die Maison d'Izieu oder das Gefängnis Montluc. Sie trafen Zeitzeugen und Historiker, darunter den Résistance-Kämpfer und Historiker Jean Nallit (geb. 1923) sowie Beate und Serge Klarsfeld, recherchierten die Lebensgeschichten der Familie Oferman-Rotbart aus Cluny und führten Interviews mit Überlebenden. Ein weiterer Schwerpunkt des Projekts war die Aufarbeitung der Lebensgeschichte von Marie-Louise Zimberlin (geb. 1889), einer Lehrerin am Lycée La Prat’s in Cluny und Widerstandskämpferin, die am 15. Februar 1944 während des Unterrichts verhaftet und dann in die Konzentrationslager Ravensbrück und Buchenwald deportiert wurde. Sie wurde kurz vor dem Untergang des NS-Regimes von einem der Weißen Busse des Folke Bernadotte in Sicherheit gebracht, verstarb jedoch am 13. April 1945 an den Folgen der KZ-Haft auf der Heimreise bereits auf französischem Boden in Annemasse.
Die Ergebnisse des Projekts wurden ab 27. Februar 2016 im Rahmen einer Semaine de l’Histoire et de la Mémoire der Öffentlichkeit vorgestellt und auf der Website Matricule 35494 dokumentiert. Zum Abschluss der Gedenkwoche verlegte Gunter Demnig am 6. März 2016 fünf Stolpersteine vor dem letzten gemeinsamen Wohnsitz der Familie Oferman-Rotbart.

## Verlegte Stolpersteine

### Audincourt
In Audincourt wurden zwei Stolpersteine verlegt.
| Stolperstein | Übersetzung | Verlegeort                 | Name, Leben                                                 |
| ------------ | --- | -------------------------- | ----------------------------------------------------------- |
|              | HIER WOHNTE ARMIN KAIN GENANNT ARMAND GEBOREN 1890 VERHAFTET 1943 INTERNIERT BESANCON, DRANCY DEPORTIERT ERMORDET 12.12.1943 AUSCHWITZ         | 6 avenue Briand Audincourt | Armin Kain, genannt Armand (1890–1943)                      |
|              | HIER WOHNTE ETHEL KAIN GENANNT ADELAIDE GEB. GOTTLIEB 1899 VERHAFTET 1943 INTERNIERT BESANCON, DRANCY DEPORTIERT ERMORDET 12.12.1943 AUSCHWITZ | 6 avenue Briand Audincourt | Ethel Kain, genannt ADELAIDE, geborene Gottlieb (1899–1943) |

### Belfort
In Belfort wurden zwei Stolpersteine verlegt.
| Stolperstein | Übersetzung | Verlegeort                     | Name, Leben                              |
| ------------ | --- | ------------------------------ | ---------------------------------------- |
|              | HIER WOHNTE JANINE BLUM GEBOREN 1927 VERHAFTET 22.4.1944 INTERNIERT RODEZ, DRANCY DEPORTIERT 1944 AUSCHWITZ, BUCHENWALD BERGEN-BELSEN BEFREIT THERESIENSTADT                 | 13, faubourg de France Belfort | Janine Blum (1927–2015)                  |
|              | HIER WOHNTE MADELEINE 'MADO' BLUM GEBOREN 1928 VERHAFTET 22.4.1944 INTERNIERT RODEZ, DRANCY DEPORTIERT 1944 AUSCHWITZ, BUCHENWALD BERGEN-BELSEN TOT 15.5.1945 THERESIENSTADT | 13, faubourg de France Belfort | Madeleine Blum (1928–1945), genannt Mado |

### Chalon-sur-Saône
In Chalon-sur-Saône wurde ein Stolperstein verlegt.
| Stolperstein | Übersetzung | Verlegeort                   | Name, Leben                 |
| ------------ | --- | ---------------------------- | --------------------------- |
|              | HIER WOHNTE GEORGES BONJOUR GEBOREN 1917 VERHAFTET 13.1.1944 INTERNIERT IN CHALON-SUR-SAONE ROYALLIEU DEPORTIERT 1944 MAUTHAUSEN, MELK EBENSEE TODESMARSCH BEFREIT | Rue Diderot Chalon-sur-Saône | Georges Bonjour (1917–2012) |

### Cluny
In Cluny wurden bisher fünf Stolpersteine an einer Adresse verlegt.

Die Tabelle ist teilweise sortierbar; die Grundsortierung erfolgt alphabetisch nach dem Familiennamen.
| Stolperstein | Übersetzung | Verlegeort               | Name, Leben |
| ------------ | --- | ------------------------ | --- |
|              | HIER WOHNTE ANNETTE OFERMAN GEB. 1927 VERSTECKT GERETTET                                                             | 4 Rue Prud’hon · Cluny · | Annette Oferman, eigentlich Chana, wurde am 21. Februar 1927 in Puławy, Wojewodschaft Lublin, geboren. Ihre Eltern waren Jakob Oferman (geboren 1893, später Jacques genannt, siehe unten) und Glika Bajgelman, dessen erste Ehefrau. Annette hatte einen Bruder, Lejbus, später Léon genannt (geboren am 7. Februar 1922 in Puławy). Ihr Vater ging nach Paris. 1929 folgten Frau und Kinder. Als sich ihre Eltern trennten, blieb Annette bei ihrem Vater. Der Bruder hingegen blieb bei der Mutter. Nach dem Ausbruch des Zweiten Weltkriegs ging sie mit ihrer Stiefmutter Fanny Rotbart (siehe unten) nach Septfonds, wo der Vater stationiert war. Im September 1940 kehrten die drei nach Paris zurück, doch die zunehmende Judenverfolgung durch die deutschen Besatzer machte das Leben zur Qual. Der Vater ging in die Freie Zone und wohnte dann in Cluny. Im Dezember 1941 wurde ihre Halbschwester Claudine Rotbart (siehe unten) geboren. Im Frühjahr 1942 konnten Annette, Fanny Rotbart und Claudine nach Cluny nachkommen. Dort lebte die Familie gemeinsam mit Joseph Rotbart, Fannys Bruder. Ab Oktober 1942 besuchte sie die Klosterschule von St Joseph des Récollets, wo die Schwestern wollten, dass sie konvertiere. Im Februar 1943 wurde Joseph Rotbart verhaftet, im Februar 1944 auch ihr Vater. Nach der Verhaftung von Fanny Rotbart kümmerte sich Annette Oferman um ihre Halbschwester und brachte sie in einer religiösen Einrichtung in Mâcon unter. Danach ging sie nach Paris. Im Frühjahr 1944 holte sie ihre Schwester und brachte sie im Château de Lamberval unter. Nach der Befreiung von Paris fand sie ihre Mutter Glika in Paris wieder. Diese hatte den Holocaust ebenfalls überlebt Bei den Befreiungsfeiern auf den Champs-Elysées traf sie Jean-Pierre Radiguet, einen Studenten aus Cluny, ihren späteren Ehemann. Die drei Männer der Familie, Jacques und Léon Oferman sowie Joseph Rotbart, wurden alle in Konzentrationslager deportiert und vom NS-Regime ermordet. Fanny Rotbart konnte Auschwitz und Bergen-Belsen überleben. Annette Oferman wurde Kürschnerin, heiratete 1947 und lebte fortan in Paris. Im April 1980 übermittelte sie die Meldungen über die Ermordung von Vater und Bruder an Yad Vashem. In den frühen 2000er Jahren erkrankte sie und starb. |
|              | HIER WOHNTE JACQUES OFERMAN GEB. 1896 VERHAFTET 27.2.1944 DEPORTIERT 1944 AUSCHWITZ ERMORDET 21.4.1945 BERGEN-BELSEN | 4 Rue Prud’hon · Cluny · | Jacques Oferman wurde am 21. Juli 1896 als Jakob Oferman in Warschau geboren. Er hatte zehn Geschwister und wuchs in einer traditionellen jüdischen Familie auf. Er verließ die Schule früh und absolvierte dann eine Schneiderlehre. Am 3. Februar 1919 heiratete er Glika Bajgelman. Das Paar hatte einen Sohn und eine Tochter: Lejbus (geboren am 14. Februar 1922) und Chana (geboren am 21. Februar 1927), siehe oben als Annette. Beide Kinder wurden in Puławy in der Wojewodschaft Lublin geboren. Im Mai 1928 beschloss Jakob Oferman, nach Frankreich zu emigrieren, hauptsächlich wegen des antisemitischen Klimas in seinem Heimatland. Im März 1929 holte er seine Familie nach und sie bezogen eine Wohnung in Vincennes. Die Familie bemühte sich um volle Integration, auf Grund dessen wurde aus Jakob Jacques, aus Lejbus Léon und die Tochter nannte sich Annette. Jacques Oferman war an Literatur und Kunst interessiert, ging ins Theater und in die Oper. 1938 trennte sich das Ehepaar auf Grund der Untreue von Jacques. Die Tochter blieb beim Vater, der Sohn bei der Mutter. Ein Angestellter von Jacques Oferman brachte seine Tochter, Fanny Rotbart (siehe unten), bei ihm unter, beide wurden ein Paar. Nach dem Ausbruch des Zweiten Weltkriegs trat er der Fremdenlegion bei und wurde in einer Kaserne im Tarn-et-Garonne stationiert. Fanny und seine Tochter Annette mieteten sich in der Nähe ein und er bekam regelmäßig Ausgang, um sie zu besuchen. Nach seiner Demobilisierung im September 1940 kehrte die Familie nach Paris zurück. Im Dezember 1941 wurde seine Tochter Claudine Rotbart (siehe unten) geboren. Jaques Oferman ging in die sogenannte Freie Zone, wurde verhaftet, durfte sich jedoch dann in Cluny niederlassen. Im Frühjahr 1942 konnten Annette, Fanny Rotbart und das Baby nach Cluny nachkommen. Dort lebte die Familie gemeinsam mit Joseph Rotbart, Fannys Bruder. Am 9. November 1942 wurde sein Sohn Léon in Paris verhaftet. Da er kommunistische Flugblätter bei sich hatte, wurde er zu zwölf Monaten Haft verurteilt. Noch vor Ablauf der Strafe, am 2. September 1943, wurde er nach Auschwitz deportiert und ermordet. Die Briefe von Jacques an seinen Sohn weisen auf bescheidene Lebensverhältnisse der Ofermans in Cluny hin. Im November 1942, nach der Invasion der Deutschen in der sogenannten Freien Zone, verschlechterten sich die Lebensbedingungen für Juden. Im Februar 1943 wurde Joseph Rotbart verhaftet, im Februar 1944 auch Jacques Oferman, vermutlich auf Grund einer Denunziation einer früheren Geliebten. Er wurde im Gefängnis Montluc in Lyon festgesetzt, wo er von den Schergen von Klaus Barbie verhört wurde. Am 21. März 1944 wurde er in das Sammellager Drancy überstellt. Dort traf er auf seine Lebensgefährtin und Freunde. Gemeinsam wurden sie am 27. März 1944 mit demselben Zug nach Auschwitz deportiert. Fanny Rotbart und Jaques Oferman sahen sich hier das letzte Mal. Nach der Ankunft wurden sie verschiedenen Arbeitskommandos zugewiesen, Jacques Oferman in das KZ-Außenlager Golleschau, wo er in einer Zementfabrik arbeiten musste. Er muss zu einem unbekannten Zeitpunkt in das Konzentrationslager Bergen-Belsen überstellt worden sein. Am 15. April 1945 wurde er nach der Befreiung durch britischen Truppen von dort entlassen. Seine Rückkehr wurde in einer Zeitung angekündigt, doch Jaques Oferman starb wahrscheinlich geschwächt durch Typhus und die Haftbedingungen am 21. April in Bergen-Belsen. Es ist unbekannt, wo er begraben wurde. Die geschiedene Ehefrau, die Lebensgefährtin und beide Töchter konnten den Holocaust überleben. Sein Sohn Léon, dessen Lebensgefährtin Marie Goldfarb und deren gemeinsame Tochter Claudine (geboren 1943) wurden alle in Auschwitz ermordet. Den Tod von Vater und Bruder meldete die Tochter unter dem Namen Chana Radiguet im April 1980. Sie lebte damals in Boulogne-Billancourt. |
|              | HIER WOHNTE CLAUDINE ROTBART GEB. 1941 VERSTECKT GERETTET                                                            | 4 Rue Prud’hon · Cluny · | Claudine Rotbart wurde am 13. Dezember 1941 in Paris geboren. Sie war die Tochter von Jacques Oferman (siehe oben) und Fanny Rotbart (siehe unten). Ihr Vater war während der Geburt anwesend, doch es war ihre Halbschwester Annette Oferman, die den Behörden ihre Geburt bekannt gab. Im März 1942 flüchtete sie mit Mutter und Halbschwester in die sogenannte freie Zone, nicht besetzt von deutschen Truppen. Die Flucht der drei war abenteuerlich, zuerst ging tagsüber die 15-jährige Annette mit dem Baby in einem Korb versteckt über die Demarkationslinie, in der Nacht folgte die Mutter, danach kam der Vater mit einem Taxi aus Cluny, wo er eine Wohnung in der Rue Prud'hon angemietet hatte und holte seine Familie. Am 27. Februar 1944 wurde ihr Vater verhaftet, am 3. März 1944 auch ihre Mutter. Beide wurden nach Auschwitz deportiert. Widerstandskämpfer aus Cluny versteckten und unterstützten die beiden Mädchen, eine Nachbarin, Madame Lemière, rettete sie vor Verhaftung und Deportation. Annette brachte die kleine Claudine nach Mâcon und übergab sie dort Klosterschwestern. Danach sondierte Annette die Lage bei Verwandten in Paris und fand einen sicheren Platz für sich und ihre kleine Schwester. Sie holte Claudine wieder ab und die beiden fanden Unterschlupf auf dem Château de Lamberval, rund fünfzig Kilometer nördlich von Paris. Dort befanden sich bereits Annettes Cousinen Mouny, Suzy und Rachel Szwarckopf. Vier Monate nach der Befreiung von Paris, am 26. Dezember 1944, wurde Claudine von ihrer Tante Anjka geholt und dann einem jüdischen Kinderheim in Les Andelys übergeben. Die Tante besuchte sie regelmäßig, bis im Juni 1945 ihre Mutter aus dem Konzentrationslager Bergen-Belsen zurückkehrte. Das Mädchen erkannte sie nicht wieder. Der Vater war in Bergen-Belsen umgekommen. Während des Genesungsaufenthalts ihrer Mutter in der Schweiz wohnte Claudine bei Pflegeeltern in Aubonne, wo sie jede Woche von ihrer Mutter besucht wurde. Danach kehrten beide nach Paris zurück. 1947 heiratete ihre Mutter Abraham Heilikman, der sich gemeinsam mit der Mutter um die Erziehung von Claudine kümmerte. Später heiratete Claudine Rotbart, hatte zwei Kinder, wurde geschieden, heiratete erneut. Im Herbst 2015 lebte sie in Gap im Département Hautes-Alpes. |
|              | HIER WOHNTE FANNY ROTBART GEB. 1917 VERHAFTET 3.3.1944 DEPORTIERT 1944 AUSCHWITZ BEFREIT                             | 4 Rue Prud’hon · Cluny · | Fanny Rotbart, eigentlich Fajga, wurde am 15. Juni 1917 in Grójec geboren. Ihre Eltern waren Chaïm Abram Rotbart (geboren 1893), Assistent des Rabbiners, und Hudesa, geborene Jamer (ebenfalls 1893 geboren), die ein Lebensmittelgeschäft führte. Fanny hatte drei Geschwister: Chaja (geboren 1916), Bajla (geboren 1919) und Joseph (geboren 1922, siehe unten). Bereits als Kind musste sie antisemitische Übergriffe erleben. Beispielsweise schnitt ein junger Mann ihrem Großvater den Bart ab und rief: „Schmutziger Jude, geh zurück nach Palästina!“ Die Kernfamilie entschloss sich zur Emigration und 1929 ging zuerst der Vater nach Paris. Wahrscheinlich zwei Jahre später folgte die Mutter mit den vier Kindern. Niemand aus der Familie sprach Französisch. Die Familie fand eine Wohnung in der Rue de Flandres 33 und führte ein Lebensmittelgeschäft in der Rue du Maroc im 19. Arrondissement. Fanny arbeitete mit ihrer älteren Schwester als schlecht bezahlte Näherin. Sie wurde beim Chef ihres Vaters, Jaques Oferman (geboren 1896, siehe oben) untergebracht. Die beiden wurden ein Paar, trotz des Altersunterschiedes und obwohl Jaques Ofermans bereits verheiratet war und Kinder hatte, darunter Annette (geboren 1927). Ihr Partner war gut situiert und ermöglichte ihr im Jahr 1938 einen Kuraufenthalt im Sanatorium Hauteville, da sie an der Lunge erkrankte. Nach Ausbruch des Zweiten Weltkriegs ging Oferman zur Fremdenlegion. Fanny kümmerte sich um seine Tochter, beide zogen an den Einsatzort von Jacques Oferman nach Septfonds. Im September 1940 kehrten die drei nach Paris zurück. Fanny Rotbart gebar am 13. Dezember 1941 die gemeinsame Tochter Claudine (siehe oben). Die zunehmende Judenverfolgung durch die deutschen Besatzer machte das Leben zur Qual. Oferman ging in die Freie Zone und wurde verhaftet. Nachdem er wahrscheinlich beweisen konnte, dass er vermögend war, wurde er freigelassen, musste aber in Cluny wohnen bleiben. Im April oder Mai 1942 gingen auch Fanny und die beiden Töchter Annette und Claudine in die Freizone. Für die Fahrt raus aus Paris musste Fanny Rotbart die Summe von 7.000 Francs aufbringen. In der freien Zone wartete Oferman mit einem Taxi. Die vierköpfige Familie wohnte in einer kleinen Wohnung in der Rue Prud'hon von Cluny, später kam auch noch Fannys Bruder hinzu. Eltern und Schwestern von Fanny Rotbart wurden am 16. Juli 1942 in Paris während der Rafle du Vélodrome d’Hiver verhaftet und in das Konzentrationslager Auschwitz deportiert. Sie wurden alle vom NS-Regime ermordet. Während eines Krankenhausaufenthaltes wurde ihr Bruder Joseph am 20. Februar 1943 verhaftet und in das Vernichtungslager Majdanek deportiert. Auch er hat die Shoah nicht überlebt. Aufgrund der Denunziation einer anderen Geliebten wurde Jacques Oferman am 27. Februar 1944 gemeinsam mit seinem Freund Zac verhaftet, im Gefängnis von Montluc festgesetzt, schließlich nach Auschwitz und Bergen-Belsen deportiert, wo er am 21. April 1945 an den Folgen der KZ-Haft starb. Fanny suchte ein Kloster, das sich um ihre kleine Tochter Claudine kümmern könnte, wurde jedoch am 4. März 1944 am Bahnhof Cluny verhaftet, als sie gerade nach Mâcon wollte. Auch sie wurde zuerst im Gefängnis von Montluc inhaftiert, dann in das Sammellager Drancy überstellt und schließlich in das Konzentrationslager Auschwitz deportiert. Hier musste sie Zwangsarbeit verrichten. Nach fünf Monaten wurde sie in das KZ Ravensbrück überstellt, wo sie in einer Munitionsfabrik in Malchow zur Arbeit eingeteilt wurde. Als sich die Befreier näherten, erschoss ein SS-Mann mehrere Frauen, sie rettete sich mit den Worten „Hören Sie mir zu, lassen Sie mich leben. Der Krieg ist zu Ende, ich habe ein Kind zu Hause.“ Sie kehrte nach Paris zurück, fand ihre Tochter Claudine wieder, die ihre Mutter nicht mehr erkannte, zu sehr hatte Fanny Rotbart körperlich gelitten. Sie kam zur Behandlung in die Schweiz. Nach ihrer Rückkehr nach Paris heiratete sie 1947. Fanny Rotbart starb 2005. |
|              | HIER WOHNTE JOSEPH ROTBART GEB. 1922 VERHAFTET 20.2.1943 DEPORTIERT 1943 MAJDANEK ERMORDET MÄRZ 1943                 | 4 Rue Prud’hon · Cluny · | Joseph Rotbart wurde am 26. August 1922 in Grójec geboren. Sein Vater, Chaïm Abram Rotbart, stammte aus der Stadt Wyśmierzyce und war der Sohn von Icek Rotbart und Malka, geborene Lajfer. Seine Mutter, Hudesa (geborene Jamer), stammte aus Grójec und wurde, ebenso wie sein Vater, 1893 geboren. Joseph hatte drei ältere Schwestern: Chaja (geboren 1916), Fajga (auch Fanny genannt, geboren 1917, siehe oben), und Bajla (1919). Im Jahr 1929 wanderte der Vater nach Paris aus, zwei Jahre später folgte die gesamte Familie, die in einer Wohnung auf 33 rue de Flandres Quartier fand. Joseph Rotbart wurde am 14. Mai 1941 während der Rafle du billet vert verhaftet und in das Lager in Beaune-la-Rolande verschleppt. Er musste Zwangsarbeit in landwirtschaftlichen Betrieben leisten. Am 19. Februar 1942 gelang ihm die Flucht, zuerst nach Paris, dann zu seiner Schwester Fanny, die seit dem Frühjahr 1942 mit ihrem Lebensgefährten, Tochter und Stieftochter in Cluny lebte. Er litt an den Folgen der Internierung und wurde daher im Januar 1943 im Krankenhaus von Mâcon aufgenommen. Während seines Spitalsaufenthalts wurde er am 20. Februar 1943 verhaftet, kam in das Sammellager Drancy und wurde am 4. März 1943 mit Transport 50 in das Vernichtungslager Majdanek deportiert. Er hat die Shoah nicht überlebt. Vater, Mutter und die Schwestern Bajla und Chaya wurden alle am 16. Juli 1942 im Rahmen der Rafle du Vélodrome d’Hiver verhaftet und am 22. Juli 1942 von Drancy in das Konzentrationslager Auschwitz deportiert. Sie wurden vom NS-Regime ermordet. |

### Corbigny
An acht Stellen in Corbigny wurden insgesamt elf Stolpersteine verlegt.
| Stolperstein | Übersetzung | Verlegeort                                        | Name, Leben                                                                                                |
| ------------ | --- | ------------------------------------------------- | --- |
|              | HIER WOHNTE FERDINAND CONCHODON GEB. 1892 [...] ERMORDET 23.5.1944                                                                                    | 32, rue de Clamecy Corbigny                       | Ferdinand Conchodon, umgekommen am 23. Mai 1944, 52-jährig                                                 |
|              | HIER WOHNTE RENÉ CORNU GEBOREN 1924 WIDERSTANDSKÄMPFER UMGEBRACHT 19.7.1944 LURCY-LE-BOURG                                                            | 9, place de l’Hôtel-de-ville Corbigny             | René Cornu wurde am 20. September 1924 in Corbigny geboren. Er ist umgekommen am 19. Juli 1944, 20-jährig. |
|              | HIER WOHNTE SALOMON CORY GEBOREN 1917 VERHAFTET 16.8.1942 INTERNIERT PITHIVIERS BEAUNE-LA-ROLANDE DRANCY DEPORTIERT 1943 AUSCHWITZ ERMORDET 21.1.1944 | 13, rue de l’Abbaye Corbigny                      | Salomon Cory wurde am 21. Januar 1944 ermordet. Er war 27 Jahre alt.                                       |
|              | HIER WOHNTE ROGER DACHE GEBOREN 1922 ZWANGSARBEIT STUTTGART TOT 10.4.1944                                                                             | 1, quai des Capucins Corbigny                     | Roger Dache wurde am 25. Mai 1922 in Corbigny geboren.                                                     |
|              | HIER WOHNTE ROBERT DORY GEBOREN 1924 [...] | 21B Avenue Saint-Jean Monument aux Morts Corbigny | Robert Dory (1924–1944)                                                                                    |
|              | HIER WOHNTE GEORGES HARDY GENANNT RIQUET GEBOREN 1920 WIDERSTANDSKÄMPFER FÜSILIERT 9.8.1944 CHATEL-GERARD                                             | 21B Avenue Saint-Jean Monument aux Morts Corbigny | Georges Hardy, genannt Riquet (1920–1943)                                                                  |
|              | HIER WOHNTE HENRI MAIMON GEBOREN 1928 VERHAFTET 2.9.1944 ALS GEISEL GENOMMEN VON DER WEHRMACHT MISSHANDELT SCHICKSAL UNBEKANNT                        | 1, route de Saint-Saulge Corbigny                 | Henri Maimon (1928–1944/45)                                                                                |
|              | HIER WOHNTE MARCEL PEIGNE GEBOREN 1922 ZWANGSARBEIT LUDWIGSHAFEN TOT 30.7.1943                                                                        | 1, route de Saint-Saulge Corbigny                 | Marcel Peigne (1922–1943)                                                                                  |
|              | HIER WOHNTE FAJGA SILBERSTEIN GEB. BRESLAUER 1899 VERHAFTET 2.2.1944 INTERNIERT NEVERS, DRANCY DEPORTIERT AUSCHWITZ ERMORDET 12.3.1944                | 2, rue des Forges Corbigny                        | Fajga Silberstein geb. Breslauer (1899–1944)                                                               |
|              | HIER WOHNTE JACQUES SILBERSTEIN GEBOREN 1900 VERHAFTET 2.2.1944 INTERNIERT NEVERS, DRANCY DEPORTIERT AUSCHWITZ ERMORDET 12.3.1944                     | 2, rue des Forges Corbigny                        | Jacques Silberstein (1900–1944)                                                                            |
|              | HIER WOHNTE LUCILE SILBERSTEIN GEBOREN 1927 VERHAFTET 2.2.1944 INTERNIERT NEVERS, DRANCY DEPORTIERT AUSCHWITZ ERMORDET 12.3.1944                      | 2, rue des Forges Corbigny                        | Lucile Silberstein (1927–1944)                                                                             |

### Cravanche
In Cravanche wurde ein Stolperstein verlegt.
| Stolperstein | Übersetzung                                                                                                  | Verlegeort                                              | Name, Leben            |
| ------------ | --- | ------------------------------------------------------- | ---------------------- |
|              | HIER WOHNTE JEAN BORGO GEBOREN 1924 VERHAFTET 17.11.1944 INTERNIERT BELFORT DEPORTIERT 1944 GAGGENAU BEFREIT | Monument aux morts rue de commandos d'Afrique Cravanche | Jean Borgo (1924–2019) |

### Dijon
31 Stolpersteine in Dijon.
| Stolperstein | Übersetzung | Verlegeort                          | Name, Leben                      |
| ------------ | --- | ----------------------------------- | -------------------------------- |
|              | HIER WOHNTE RAPHAËL AMON GEBOREN 1893 VERHAFTET 26.2.1942 INTERNIERT COMPIEGNE DEPORTIERT AUSCHWITZ ERMORDET 16.6.1942         | 9, rue du Bourg Dijon               | Raphaël Amon (1893–1942)         |
|              | HIER WOHNTE PIERRE BARUCH GEBOREN 1905 VERHAFTET 26.2.1942 INTERNIERT COMPIEGNE DEPORTIERT AUSCHWITZ ERMORDET 10.7.1942        | 28, rue Amiral Roussin Dijon        | Pierre Baruch (1905–1942)        |
|              | HIER WOHNTE MAURICE BIGIO GEBOREN 1923 VERHAFTET 26.2.1942 INTERNIERT COMPIEGNE DEPORTIERT AUSCHWITZ ERMORDET 25.8.1942        | 1, place Barbe Dijon                | Maurice Bigio (1923–1942)        |
|              | HIER WOHNTE JOSEPH BLANKENBERG GEBOREN 1889 VERHAFTET 26.2.1942 INTERNIERT COMPIEGNE DEPORTIERT AUSCHWITZ ERMORDET 9.8.1942    | 9, rue du Chaignot Dijon            | Joseph Blankenberg (1889–1942)   |
|              | HIER WOHNTE WOLF BLANKENBERG GEBOREN 1933 VERHAFTET 24.2.1944 INTERNIERT DRANCY DEPORTIERT AUSCHWITZ ERMORDET 12.3.1944        | 9, rue du Chaignot Dijon            | Wolf Blankenberg (1933–1944)     |
|              | HIER WOHNTE ZYSLA BLANKENBERG GEBOREN 1887 VERHAFTET 9.10.1942 INTERNIERT DRANCY DEPORTIERT AUSCHWITZ ERMORDET 9.11.1942       | 9, rue du Chaignot Dijon            | Zysla Blankenberg (1887–1942)    |
|              | HIER WOHNTE ROBERT BLUM GEBOREN 1908 VERHAFTET 26.2.1942 INTERNIERT DRANCY DEPORTIERT SOBIBOR ERMORDET 28.3.1943               | 19, rue Berbisey Dijon              | Robert Blum (1908–1943)          |
|              | HIER WOHNTE JAKOB CHER GEBOREN 1887 VERHAFTET 26.2.1942 INTERNIERT DRANCY DEPORTIERT AUSCHWITZ ERMORDET 5.8.1943               | 1, rue Garibaldi Dijon              | Jacob Cher (1887–1943)           |
|              | HIER WOHNTE VICTOR FRIEDRICH GEBOREN 1920 VERHAFTET 26.2.1942 INTERNIERT COMPIEGNE DEPORTIERT AUSCHWITZ ERMORDET 22.6.1942     | 31, rue Jacques Cellerier Dijon     | Victor Friedrich (1920–1942)     |
|              | HIER WOHNTE ALFRED HAUSER GEBOREN 1888 VERHAFTET 26.2.1942 INTERNIERT COMPIEGNE DEPORTIERT AUSCHWITZ ERMORDET 10.7.1942        | 9, rue Fournerat Dijon              | Alfred Hauser (1888–1942)        |
|              | HIER WOHNTE MALKA HERCKOWICZ GEBOREN 1903 VERHAFTET 13.7.1942 INTERNIERT PITHIVIERS DEPORTIERT AUSCHWITZ ERMORDET 31.7.1942    | 18, rue Jean-Jacques Rousseau Dijon | Malka Herckowicz (1903–1942)     |
|              | HIER WOHNTE LEON ISRAËL GEBOREN 1908 VERHAFTET 28.10.1943 INTERNIERT DRANCY DEPORTIERT AUSCHWITZ ERMORDET 25.1.1944            | 11, rue Buffon Dijon                | Léon Israël (1908–1944)          |
|              | HIER WOHNTE GUSTAV JUDENKIRSZ GEBOREN 1893 VERHAFTET 26.2.1942 INTERNIERT COMPIEGNE DEPORTIERT AUSCHWITZ ERMORDET 7.7.1942     | 31, rue Guillaume Tell Dijon        | Gustav Judenkirsz (1893–1942)    |
|              | HIER WOHNTE THÉRÈSE KATZ GEBOREN 1924 VERHAFTET 13.7.1942 INTERNIERT PITHIVIERS DEPORTIERT AUSCHWITZ ERMORDET 22.7.1942        | 45, rue Paul Thénard Dijon          | Thérèse Katz (1924–1942)         |
|              | HIER WOHNTE HERTA KOHLMANN GEBOREN 1920 VERHAFTET 13.7.1942 INTERNIERT PITHIVIERS DEPORTIERT AUSCHWITZ ERMORDET 22.7.1942      | 26, rue de la chouette Dijon        | Herta Kohlmann (1920–1942)       |
|              | HIER WOHNTE IDEL LEBENSART GEBOREN 1909 VERHAFTET 9.10.1942 INTERNIERT DRANCY DEPORTIERT AUSCHWITZ ERMORDET MÄRZ 1943          | 62, rue Jeannin Dijon               | Idel Lebensart (1909–1943)       |
|              | HIER WOHNTE MANUEL LEV GEBOREN 1890 VERHAFTET 9.10.1942 INTERNIERT DRANCY DEPORTIERT AUSCHWITZ ERMORDET 9.11.1942              | 3, boulevard de Strasbourg Dijon    | Manuel Lev (1890–1942)           |
|              | HIER WOHNTE RENÉ LEVY GEBOREN 1900 VERHAFTET 26.2.1942 INTERNIERT COMPIEGNE DEPORTIERT AUSCHWITZ ERMORDET 25.6.1942            | 10, rue d’Arbaumont Dijon           | René Lévy (1900–1942)            |
|              | HIER WOHNTE JACQUES LICHTENSTEIN GEBOREN 1904 VERHAFTET 26.2.1942 INTERNIERT COMPIEGNE DEPORTIERT AUSCHWITZ ERMORDET 24.7.1942 | 96, rue de la Liberté Dijon         | Jacques Lichtenstein (1904–1942) |
|              | HIER WOHNTE EDMOND MICHEL GEBOREN 1904 VERHAFTET 13.7.1942 INTERNIERT PITHIVIERS DEPORTIERT AUSCHWITZ ERMORDET 25.7.1942       | 50, rue de la charmette Dijon       | Edmond Michel (1904–1942)        |
|              | HIER WOHNTE IRMA MICHEL GEBOREN 1908 VERHAFTET 13.7.1942 INTERNIERT PITHIVIERS DEPORTIERT AUSCHWITZ ERMORDET 25.7.1942         | 50, rue de la charmette Dijon       | Irma Michel (1908–1942)          |
|              | HIER WOHNTE LILLY MICHEL GEBOREN 1902 VERHAFTET 13.7.1942 INTERNIERT PITHIVIERS DEPORTIERT AUSCHWITZ ERMORDET 25.7.1942        | 50, rue de la charmette Dijon       | Lilly Michel (1902–1942)         |
|              | HIER WOHNTE ANITA OPPENHEIMER GEBOREN 1923 VERHAFTET 13.7.1942 INTERNIERT PITHIVIERS DEPORTIERT AUSCHWITZ ERMORDET 22.7.1942   | 45, rue Paul Thénard Dijon          | Anita Oppenheimer (1923–1942)    |
|              | HIER WOHNTE CHAÏM ROUDNICK GEBOREN 1901 VERHAFTET 31.3.1943 INTERNIERT DRANCY DEPORTIERT AUSCHWITZ ERMORDET 28.3.1943          | 1, rue Fournerat Dijon              | Chaïm Roudnick (1901–1943)       |
|              | HIER WOHNTE EIDEL ROUDNICK GEBOREN 1902 VERHAFTET 31.3.1943 INTERNIERT DRANCY DEPORTIERT AUSCHWITZ ERMORDET 28.6.1943          | 1, rue Fournerat Dijon              | Eidel Roudnick (1902–1943)       |
|              | HIER WOHNTE HÉLÈNE ROUDNICK GEBOREN 1930 VERHAFTET 24.2.1944 INTERNIERT DRANCY DEPORTIERT AUSCHWITZ ERMORDET 12.3.1944         | 1, rue Fournerat Dijon              | Hélène Roudnick (1930–1944)      |
|              | HIER WOHNTE ARTHUR SALM GEBOREN 1895 VERHAFTET 1.11.1943 INTERNIERT DRANCY DEPORTIERT AUSCHWITZ ERMORDET 22.12.1943            | 7, rue Alexis Perrey Dijon          | Arthur Salm (1895–1943)          |
|              | HIER WOHNTE MIREILLE STEINITZ GEBOREN 1924 VERHAFTET 13.7.1942 INTERNIERT PITHIVIERS DEPORTIERT AUSCHWITZ ERMORDET 31.7.1942   | 97, avenue Victor Hugo Dijon        | Mireille Steinitz (1924–1942)    |
|              | HIER WOHNTE ROSA STEINITZ GEBOREN 1897 VERHAFTET 13.7.1942 INTERNIERT PITHIVIERS DEPORTIERT AUSCHWITZ ERMORDET 31.7.1942       | 97, avenue Victor Hugo Dijon        | Rosa Steinitz (1897–1942)        |
|              | HIER WOHNTE FERNAND UHRY GEBOREN 1872 VERHAFTET 7.9.1943 INTERNIERT DRANCY DEPORTIERT AUSCHWITZ ERMORDET 12.10.1943            | 4bis, rue d’Ahuy Dijon              | Fernand Uhry (1872–1943)         |
|              | HIER WOHNTE RUCHLA ZLOTOWICZ GEBOREN 1905 VERHAFTET 13.7.1942 INTERNIERT PITHIVIERS DEPORTIERT AUSCHWITZ ERMORDET 31.7.1942    | 23, rue de la Manutention Dijon     | Ruchla Zlotowicz (1905–1942)     |

### Giromagny
In Giromagny wurden zwei Stolpersteine verlegt.
| Stolperstein | Übersetzung | Verlegeort                        | Name, Leben               |
| ------------ | --- | --------------------------------- | ------------------------- |
|              | HIER WOHNTE BERNARD BRAUN GEBOREN 1925 VERHAFTET 16.9.1944 DEPORTIERT 1944 DACHAU ERMORDET 15.4.1945 LANDSBERG | 19, faubourg de Belfort Giromagny | Bernard Braun (1925–1945) |
|              | HIER WOHNTE EMILE PIERRE GEBOREN 1881 VERHAFTET 7.10.1944 DEPORTIERT 1944 DACHAU BEFREIT                       | Kirchplatz Giromagny              | Émile Pierre (1881–1964)  |

### Noidans-lès-Vesoul
In Noidans-lès-Vesoul wurden zwei Stolpersteine verlegt, sie sind Lucienne und Marcel Hacquard gewidmet.
| Stolperstein | Übersetzung | Verlegeort                          | Name, Leben                                     |
| ------------ | --- | ----------------------------------- | ----------------------------------------------- |
|              | HIER WOHNTE LUCIENNE HACQUARD GEBOREN APRIL 1900 VERHAFTET 14.X.1942 INTERNIERT BESANCON PARIS, FRESNES DEPORTIERT 1942 AACHEN, LAUBER, JAUER AICHACH ÜBERLEBENDE | 2, rue Bonvallot Noidans-lès-Vesoul | Lucienne Jeanne Hacquard geb. Avril (1900–1998) |
|              | HIER WOHNTE MARCEL HACQUARD GEBOREN 1899 VERHAFTET 14.X.1942 INTERNIERT BESANCON PARIS, FRESNES DEPORTIERT />HINZERT, BRESLAU ENTHAUPTET 20.4.1944                | 2, rue Bonvallot Noidans-lès-Vesoul | Marcel Hacquard (1899–1944)                     |

## Verlegedaten
- 6. März 2016: Cluny[28]
- 10. Juni 2023: Chalon-sur-Saône
- 24. Mai 2024: Dijon (28, rue Amiral Roussin; 10, rue d’Arbaumont; 1, place Barbe; 19, rue Berbisey; 9, rue du Bourg; 9, rue du Chaignot; 9, rue Fournerat; 1, rue Garibaldi; 31, rue Guillaume Tell; 31, rue Jacques Cellerier; 96, rue de la Liberté)
- 16. Juni 2024: Audincourt
- 17. November 2024: Belfort, Cravanche, Giromagny
- 5. April 2025: Corbigny
- 7. Mai 2025: Noidans-lès-Vesoul
- 14. Mai 2025: Dijon (alle weiteren Verlegungen)